# Ernst Friedrich Hartig
Ernst Friedrich Hartig (* 24. März 1773 in Gladenbach; † 17. August 1843 in Fulda) war ein deutscher Forstbeamter und Forstwissenschaftler.

## Leben
Hartig stammte aus einer forstlich geprägten Familie. Sowohl sein Vater Friedrich Christian Hartig (1734–1815) als auch sein Großvater Ernst Friedrich Hartig (1698–1759) waren Förster. Er erhielt zunächst Schulunterricht in Gladenbach und zugleich den ersten forstkundlichen Unterricht von seinem Vater. Er pflegte bereits in dieser Zeit Kontakt zum Naturforscher Moritz Balthasar Borkhausen. 1789 trat er als Schüler in das forstliche Ausbildungsinstitut seines Bruders Georg Ludwig Hartig in Hungen ein. 1792 nahm er das Studium an der Universität Göttingen auf und hörte unter anderem praktische Geometrie und Staatswirtschaft. Das Studium der Staatswirtschaft vertiefte er 1793/1794 bei Johann Heinrich Jung-Stilling an der Universität Marburg. Anschließend ging er nach Mergentheim, um seinen Bruder Friedrich Karl Hartig bei der Vermessung der Forste des Deutschen Ordens zu unterstützen.
Hartig wurde 1797 Adjunkt seines Vaters sowie Forstkommissär bei der Forstbetriebscommission von Hessen-Darmstadt. 1802 wurde er durch den Fürsten Wilhelm Friedrich von Oranien-Nassau zum fürstlichen Landforstmeister und Mitglied des Oberforstkollegiums nach Fulda berufen. Außerdem wurde er dort Mitglied der Oberrechnungskammer und der Steuerrektificationskommission sowie Leiter der mathematischen Prüfungskommission.
Hartig unterstützte die französische Herrschaft ab 1806 nicht, musste seine Leitungsposition abgeben und blieb deshalb in dieser Zeit auf forstwirtschaftliche Tätigkeiten beschränkt. Beim Zusammenbruch der französischen Herrschaft wurde er von den Österreichern zum Mitglied des Landsturmausschusses, zum Chef des Generalstabes und obersten Befehlshaber des Landsturms im Fürstentum Fulda und Corvey ernannt. Unter der französischen Herrschaft gründete er 1808 ein Forstlehrinstitut in Fulda, das 1816, als Fulda wieder unter hessischer Herrschaft stand, zu einer staatlichen Lehreinrichtung umgewandelt wurde, wobei er weiter Direktor der Schule blieb.
Hartig wurde durch den Kurfürsten Wilhelm I. von Hessen-Kassel 1816 zum Oberforstmeister in Fulda ernannt. Im Zuge der Reform der Staatsverwaltung 1821 erhielt Hartig die Stelle als Chef der neugebildeten Oberforstdirektion in Kassel. Außerdem wurde mit dem Titel wirklicher Landforstmeister versehen. 1822 wurde er schließlich Oberlandforstmeister. Am 1. Juli 1841 trat er in den Ruhestand. Er machte sich um die Reorganisation des Forstwesens verdient, ebenso wie durch seine Bemühungen um den forstlichen Unterricht.
Die Forstleute Friedrich Hartig und Theodor Hartig waren seine Neffen.

## Werke (Auswahl)
- Verfassung der Kurfürstlich Hessischen öffentlichen Forst-Lehranstalt in Fulda, Müller, Fulda 1818.
- Die Forstbetriebs-Einrichtung nach staatswirthschaftlichen Grundsätzen, Krieger, Kassel 1825.
- Anweisung zur Ausstellung und Ausführung der jährlichen Forstwirthschaftsplane nach Massgabe einer systematischen Forstbetriebs-Einrichtung, Heyer, Gießen 1826.
- Praktische Anleitung zum Baumroden nach den neuesten Versuchen, Krieger, Marburg 1827.
- Lehrbuch der Teichwirthschaft und Verwaltung in Verbindung mit der Wiesen- und Ackerverbesserung nach den Anforderungen des rationellen Landwirthes abgefaßt, Krieger, Kassel 1831.